# Я люблю тебя (пісня)
«Я люблю тебя» — пісня української співачки Джамали, випущена як перший сингл на підтримку альбому співачки «All or Nothing», реліз якого відбувся в 2013 року. Музика написана самою співачкою. Текст написаний Вікторії Платової.

## Опис
Музика написана самою співачкою. Текст написаний Вікторією Платовою.

## Учасники запису
- Сусана Джамаладінова — автор музики, вокал, бек-вокал
- Вікторія Платова — автор тексту
- Євген Філатов — продюсер